# Volksempfänger

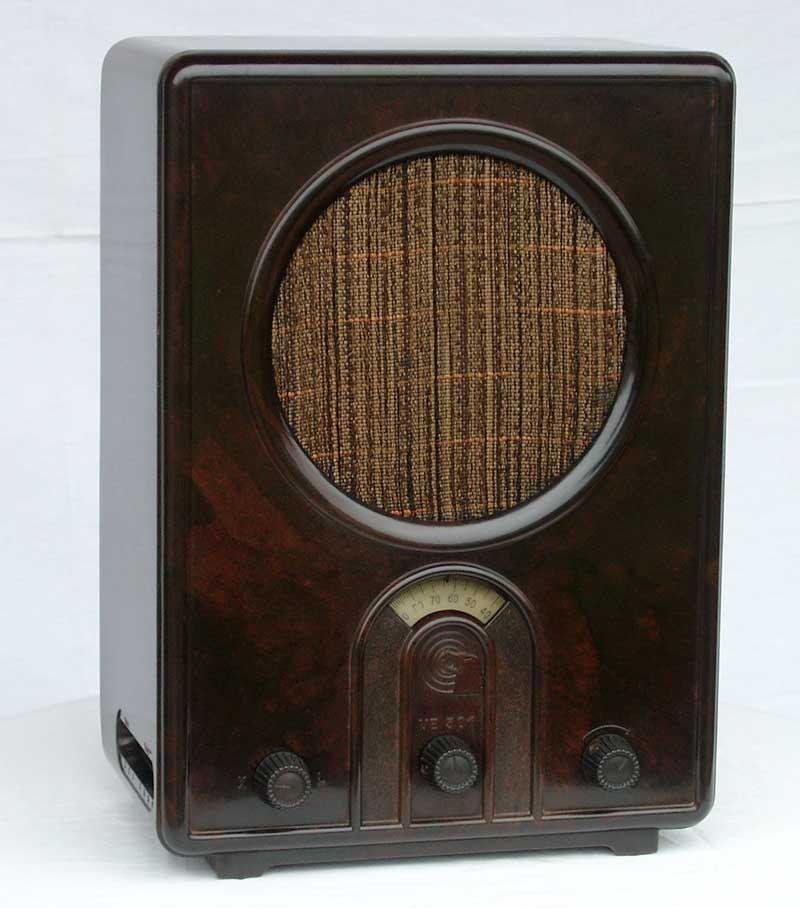
Volksempfänger, Typ VE 301 W (1933)

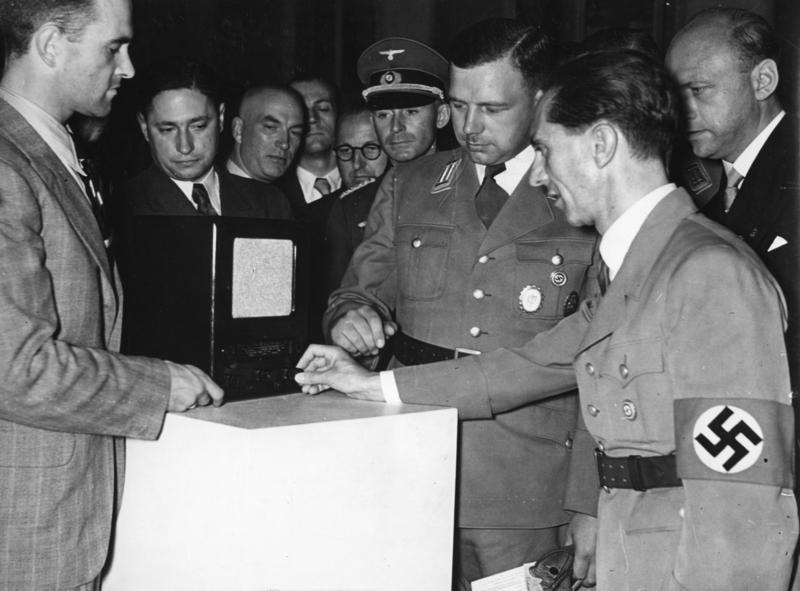
Goebbels vor einem Volksempfänger des Typs VE 301 Dyn, rechts Reichsrundfunkkammer-Präsident Hans Kriegler, bei der Funkausstellung am 5. August 1938

Der Volksempfänger (auch Gemeinschaftsempfänger genannt) ist ein Radioapparat für den Empfang von Mittelwellenrundfunk und Langwellenrundfunk, der im Auftrag von Reichspropagandaleiter Joseph Goebbels entwickelt wurde und wenige Monate nach der Machtübernahme Adolf Hitlers Ende Januar 1933 vorgestellt wurde. Er gilt als eines der wichtigsten Instrumente der NS-Propaganda.

## Allgemeines
Das erste Modell des VE 301 wurde von Otto Griessing bei der Berliner Firma Dr. G. Seibt entwickelt. Vorgestellt wurde es im August 1933 auf der 10. Großen Deutschen Funkausstellung in Berlin. Das Design des Gehäuses aus Bakelit stammte von Walter Maria Kersting. Alle großen deutschen Radiohersteller wurden verpflichtet, den Volksempfänger nach einheitlichen Vorgaben zu produzieren. Zusätzlich wurde die Rundfunktechnische Erzeugergemeinschaft GmbH gegründet, in der sich Firmen zur Produktion der „Gemeinschaftserzeugnisse“ zusammenschlossen. Der vorgeschriebene Preis der Version für den Betrieb am Stromnetz betrug 76 Reichsmark; eine ab 1934 unter der Bezeichnung VE 301 B2 hergestellte batteriebetriebene Version kostete 65 Reichsmark; dies war auch der Preis für den 1938 eingeführten VE 301 Dyn (die Preise entsprechen heute etwa 420 EUR bzw. 360 EUR). Ferner gab es den VE 301 G für den Anschluss an die damals noch verbreiteten Gleichspannungsnetze und die „Allstromgeräte“ für Gleich-/Wechselspannung VE 301 GW, VE 301 Dyn GW (dynamischer Lautsprecher) und DKE 38 (Deutscher Kleinempfänger), der 1938 zum Preis von 35 Reichsmark auf den Markt kam (entspricht heute etwa 200 EUR).
Der Name Volksempfänger wurde bereits Ende der 1920er Jahre für Rundfunkempfänger verschiedener Hersteller sowie für Fernsehempfänger verwendet.

## Ökonomische Aspekte

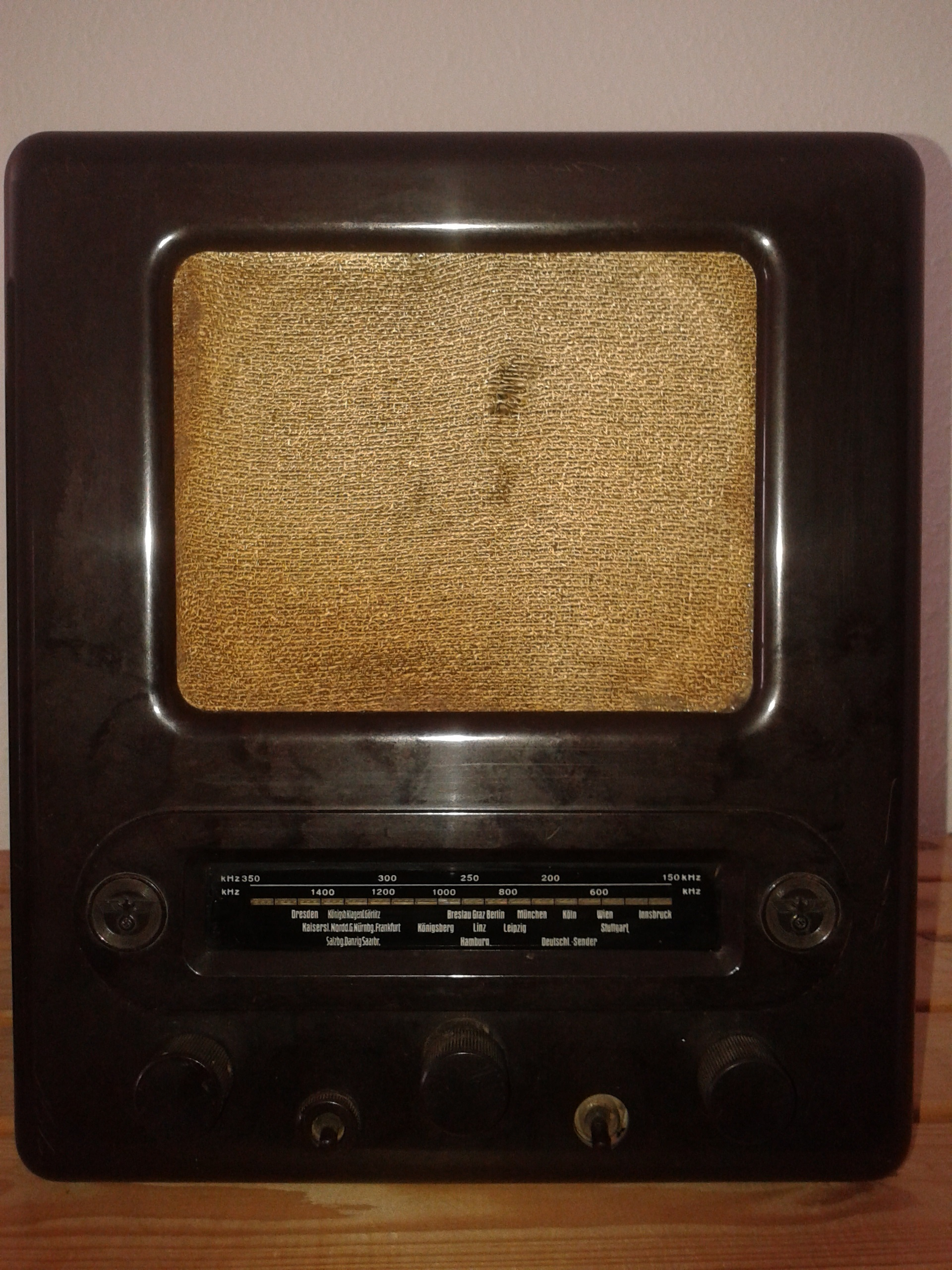
Volksempfänger, Typ VE 301 Dyn W (gebaut von 1938 bis 1941)

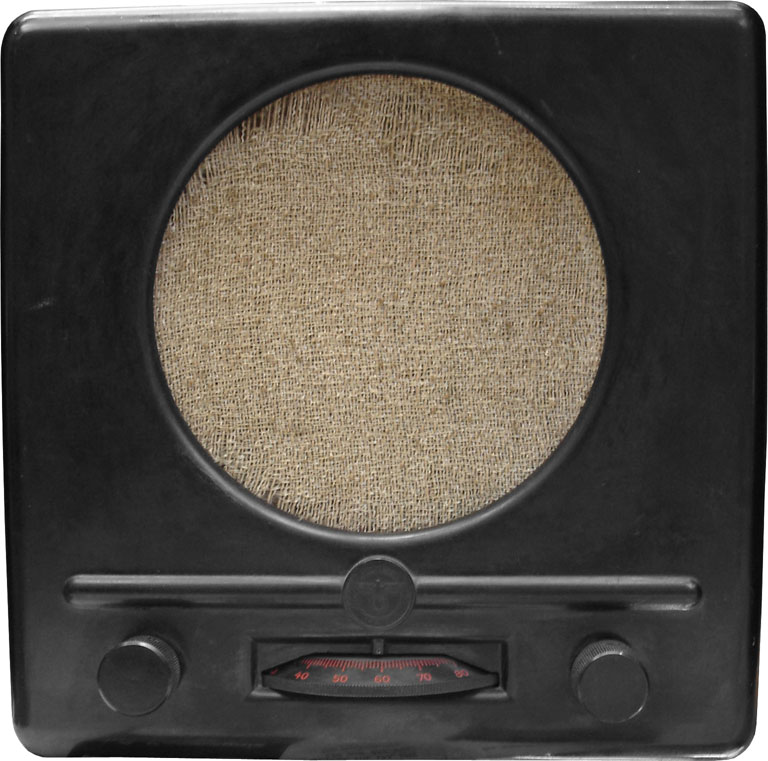
Deutscher Kleinempfänger, DKE 38 (gebaut von 1938 bis 1944)

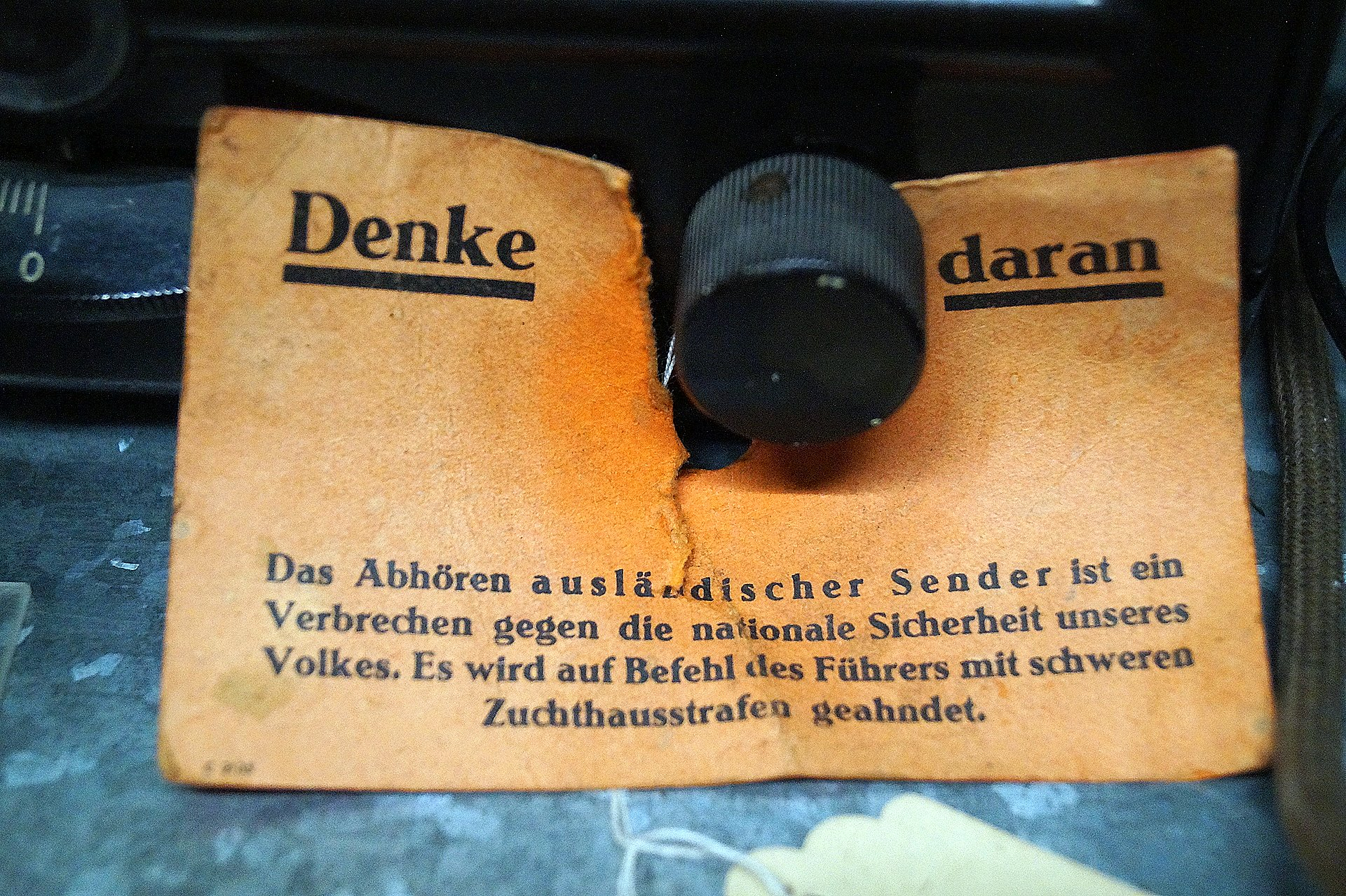
Hinweis auf das Verbot, ausländische Sender abzuhören, der jedem Volksempfänger beim Kauf beigelegt war

Der Volksempfänger war eines der wenigen Produkte aus einer Reihe von Propagandaprojekten wie dem KdF-Wagen, dem Deutschen Einheits-Fernseh-Empfänger E 1, dem Volkskühlschrank oder der Volkswohnung, das in die Serienfertigung gelangte und auch in nennenswerter Stückzahl produziert wurde.
Die vergleichsweise geringen Verkaufspreise der Volksempfänger sollten es jedermann ermöglichen, Rundfunk zu hören, auch, um so für die NS-Propaganda erreichbar zu sein. Die Herstellerfirmen waren ursprünglich sehr skeptisch, da sie befürchteten, der Absatz der bisher verkauften und mindestens doppelt so teuren Markenempfangsgeräte würde stark zurückgehen.
Die Absatzzahlen für die teuren Markengeräte stiegen nicht, sie stagnierten. Da die Industrie bei der Herstellung des Volksempfängers mit sehr kleinen Gewinnspannen arbeitete, die in hohem Maße von der Preisentwicklung der verwendeten Röhren abhingen, blieben die ökonomischen Konsequenzen des Volksempfängers ambivalent. Einerseits waren einige kleine Rundfunkfirmen nicht in der Lage, die staatlich auferlegten Preisgrenzen zu halten, so dass mehrere dieser Firmen in Konkurs gingen oder von größeren Konkurrenten übernommen wurden. Andererseits stiegen die Teilnehmerzahlen des Rundfunks mit Ausnahme einer geringen Verlangsamung 1935/36 von vier Millionen Anfang 1932 auf über zwölf Millionen Mitte 1939 steil an. Diese Entwicklung ist auf die Einführung der günstigen Einsteigermodelle VE 301 beziehungsweise ab 1938 des „Deutschen Kleinempfängers“ (DKE 38) – im Volksmund auch „Goebbelsschnauze“ genannt – zurückzuführen. Für den DKE38 wurde sogar die spezielle Verbundröhre (zwei elektrische Systeme in einem gemeinsamen Kolben) VCL11 entwickelt, mit deren Hilfe der Preis auf 35 RM gesenkt werden konnte. Als Gleichrichterröhre fungierte im DKE 38 eine VY2.
Schon auf der Großen Deutschen Funkausstellung 1933 wurde der Volksempfänger am 18. August vorgestellt und während der Ausstellung die ersten 100.000 Geräte verkauft. Insgesamt wurden in den verschiedenen Varianten mehrere Millionen Exemplare der Volksempfänger verkauft. Signifikante Zunahmen der Hörerzahlen waren 1937 als Ergebnis intensiver Hörerwerbung durch das Reichsministerium für Volksaufklärung und Propaganda und ab 1939 wegen des Kriegsausbruchs zu verzeichnen.
Ein weiterer wichtiger Aspekt der NS-Rundfunkpolitik war, dass durch die massenhafte Verbreitung des Mediums „Rundfunk“ mit Hilfe der kostengünstigen „Volks-“ bzw. „Deutschen Kleinempfänger“ auch die Zahl der Gebühren zahlenden Rundfunkhörer im Reich sukzessive stieg. Ihre Zahl belief sich zum Höchststand 1943 auf rund 16 Millionen Personen, die pro Monat zwei Reichsmark Gebühren bezahlten. Von diesen Gebühreneinnahmen ging ein kleinerer Teil an die Deutsche Reichspost, der Rest floss an die Reichs-Rundfunk-Gesellschaft (RRG) und vor allem das Reichsministerium für Volksaufklärung und Propaganda, das mittels der Gebühreneinnahmen den Löwenanteil seines Haushaltes bestritt.

## Propagandistische Aspekte

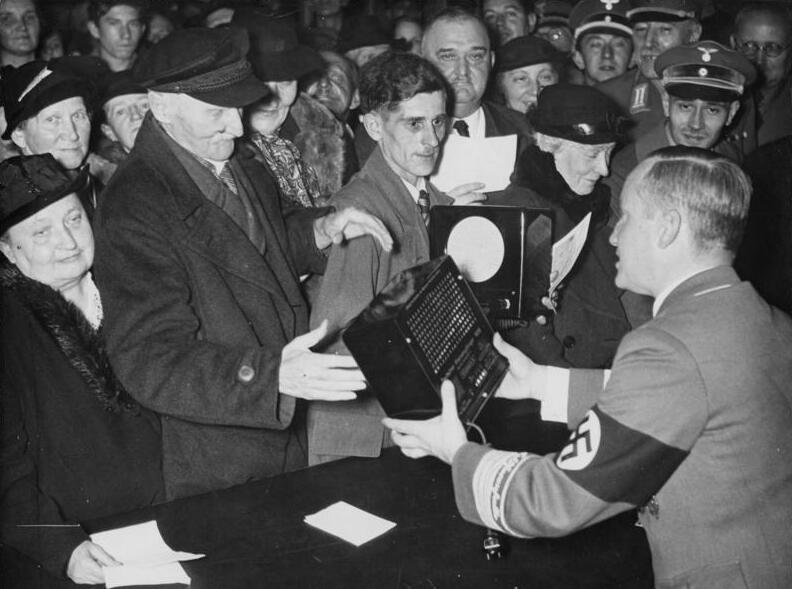
Verteilung von 500 Kleinempfängern (DKE 38) im Oktober 1938 anlässlich von Goebbels’ 41. Geburtstag im Berliner Funkhaus durch Gaupropagandaleiter Werner Wächter (rechts, mit Hakenkreuz-Armbinde; solche Verteilungen erfolgten jährlich als Dr.-Goebbels-Rundfunkspende)

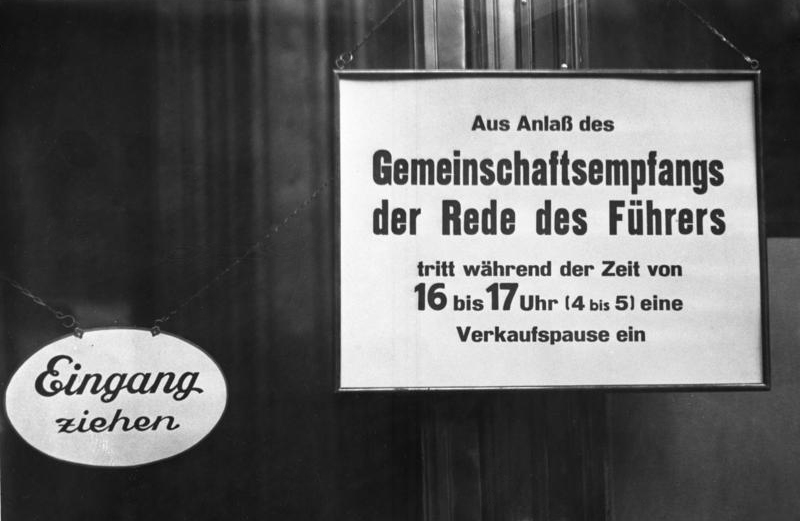
1935: Geschäfte schließen während einer Rede Hitlers.

Die Bezeichnung VE 301 entstand aus der Abkürzung VE für Volksempfänger sowie der 301 als Erinnerung an den 30. Januar 1933, den Tag der Machtergreifung Hitlers. Die Gehäuse des VE 301 Dyn und des Deutschen Kleinempfängers DKE 38 trugen das Hakenkreuz-Emblem der Reichs-Rundfunk-Gesellschaft bzw. des Großdeutschen Rundfunks auf den Vorderseiten. Der Volksempfänger war ein technisch sehr einfach ausgeführtes Gerät für Mittelwelle und Langwelle, zunächst noch mit Kurz- und Langwelle bezeichnet. Er sollte im ganzen Deutschen Reich mindestens den Empfang des Deutschlandsenders auf Langwelle und eines weiteren Programms ermöglichen.
Die Legende, dass mit dem Volksempfänger keine ausländischen Stationen empfangen werden konnten, hält sich bis heute hartnäckig. Tatsächlich wurde trotz Weiterentwicklung der Empfangstechnik lange an der leistungsschwachen Audionschaltung festgehalten, dies jedoch aus Kostengründen, vgl. Audion zur Zeit des Dritten Reichs. Berichte aus der zeitgenössischen Literatur zeigen, dass mit dem Volksempfänger je nach Standort und Tageszeit auch ausländische Sender mindestens zeitweise empfangen werden konnten. Die Qualität des Empfanges der ausländischen Sender war bei den teureren Konkurrenzprodukten mit Überlagerungsempfänger („Superhet“) allerdings besser. Besonders war dies zu den Nachtstunden möglich, in denen die Raumwelle die Bodenwelle ergänzt und die Reichweite vergrößert. Aus diesem Grunde wurden von Reichspropagandaminister Joseph Goebbels bei Beginn des Zweiten Weltkrieges in einer Verordnung über außerordentliche Rundfunkmaßnahmen drakonische Strafandrohungen bis hin zur Todesstrafe für das Empfangen von „Feindsendern“ – in erster Linie des deutschsprachigen Londoner Rundfunks – durchgesetzt.
Der Volksempfänger wurde zu einem der wichtigsten Propagandainstrumente der nationalsozialistischen Machthaber, in dem die Reden Hitlers übertragen und nach der Wende im Zweiten Weltkrieg Verluste und Niederlagen in Siege umgedeutet und der Opferwille des deutschen Volkes beschworen wurde. Je mehr jedoch die Realität von Bombenkrieg und hohen militärischen Verlusten insbesondere an der Ostfront nicht mehr mit den Sendeinhalten konform ging, nahm auch die Beeinflussungswirkung des Mediums Rundfunk fortlaufend ab.
Siehe auch: Sprache des Nationalsozialismus

### Unterlaufen der NS-Propaganda
Rund 95 Prozent der vom Ausland aus gesendeten deutschsprachigen Programme wurden über Kurzwelle ausgestrahlt. Nun verfügte aber der Deutsche Volksempfänger vom Typ VE 301 GW, als das in Deutschland am weitesten verbreitete Empfangsgerät, nur über einen Mittel- und Langwellenteil. Der Londoner Rundfunk sendete daher regelmäßig Bauanleitungen, wie sich ein Volksempfänger zum Kurzwellenempfänger nachrüsten ließ.
Zwar war das Abhören ausländischer Sender untersagt, jedoch wurden im NS-Staat weder die Produktion noch der Verkauf von Geräten mit Kurzwellenempfangsteil eingeschränkt oder gar verboten. Allerdings versuchten SD und Gestapo, alle Besitzer von Rundfunkgeräten zu erfassen, die einen Kurzwellenteil hatten, während die Radiohändler angewiesen waren, Personen, die einzelne Bauteile kauften, mit denen sich ein Kurzwellenempfangsteil konstruieren ließ, dem Sicherheitsdienst zu melden.

## Technische Aspekte
Die Volksempfänger sind je nach Typ für Netzbetrieb mit Wechselstrom, Gleichstrom oder als Kombigeräte, die Allstromgeräte, ausgeführt worden. Es gab auch einige Varianten für den Batteriebetrieb. Letzteres war deshalb von Bedeutung, weil in abgelegenen, ländlichen Gebieten seinerzeit viele Einzelgehöfte noch nicht an das Stromnetz angeschlossen waren. 

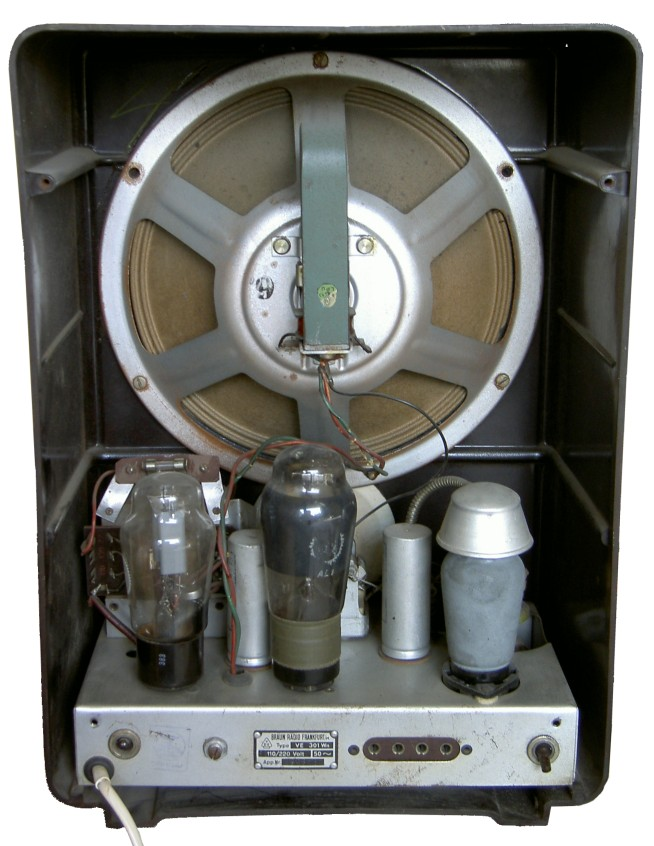
Volksempfänger VE 301 Wn von innen
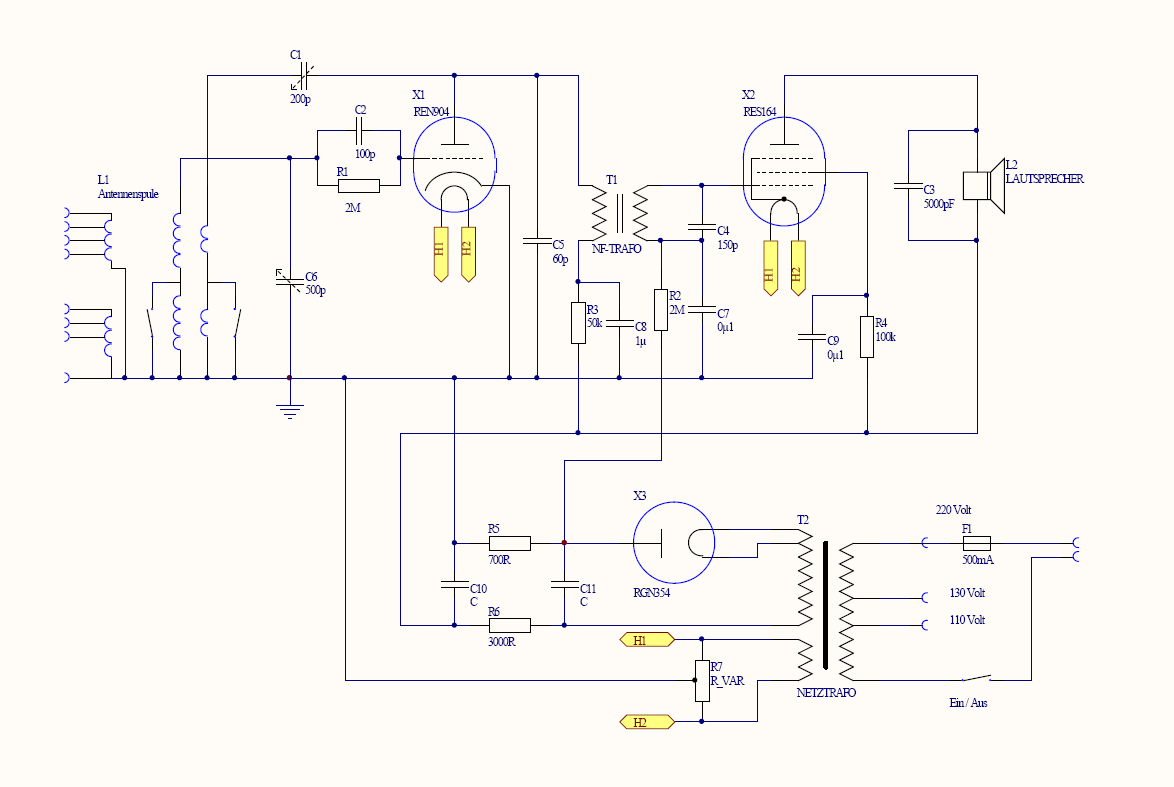
Schaltung VE 301 W

Der Volksempfänger des Modells VE301W war mit drei Röhren bestückt: Triode REN904 als Audion mit Rückkopplung, Endröhre RES164 und dem Netzgleichrichter RGN354. Durch die Rückkopplung in der Audion-Stufe wurde die notwendige Empfindlichkeit erreicht. Der Lautsprecher war ein hochohmiger Freischwinger mit gutem Wirkungsgrad, aber mäßigem Klang. Die Volksempfänger gelten als typische Vertreter der Einkreisempfänger aus der Familie der Geradeausempfänger.
Der VE 301 Dyn enthielt neben einer empfindlicheren HF-Röhre auch schon einen elektrodynamischen Lautsprecher und erstmals eine beleuchtete Skala. Schon etwas früher – nämlich 1937 – wurde das ursprüngliche Modell (VE 301) leicht überarbeitet und dann unter der Bezeichnung VE 301 Wn (Wn für „Wechselstrom neu“) angeboten. Im Gegensatz zum Urmodell besaß dieses Gerät keine Käfigspule, sondern eine variabel einstellbare Abstimmspule. Darüber hinaus wurde eine bessere Audionstufe (mit der Pentode AF7), die die Empfindlichkeit verbesserte, verbaut. Äußerlich veränderte sich das Gerät kaum. Lediglich die Antennenanschlüsse (3 × Antenne, 1 × Erde) befanden sich nun nicht mehr seitlich am Gehäuse, sondern auf der Geräterückseite.
Die Volksempfänger lösten die damals noch sehr weitverbreiteten einfachen Detektorempfänger mit dem individuellen Kopfhörerempfang ab. Erst einige Jahre nach dem Zweiten Weltkrieg wurden die meisten Volksempfänger zunächst durch die leistungsfähigeren Überlagerungsempfänger und den aufkommenden störungsärmeren UKW-Rundfunk und später durch neue Transistorgeräte abgelöst.

## Weitere Produkte/Hersteller

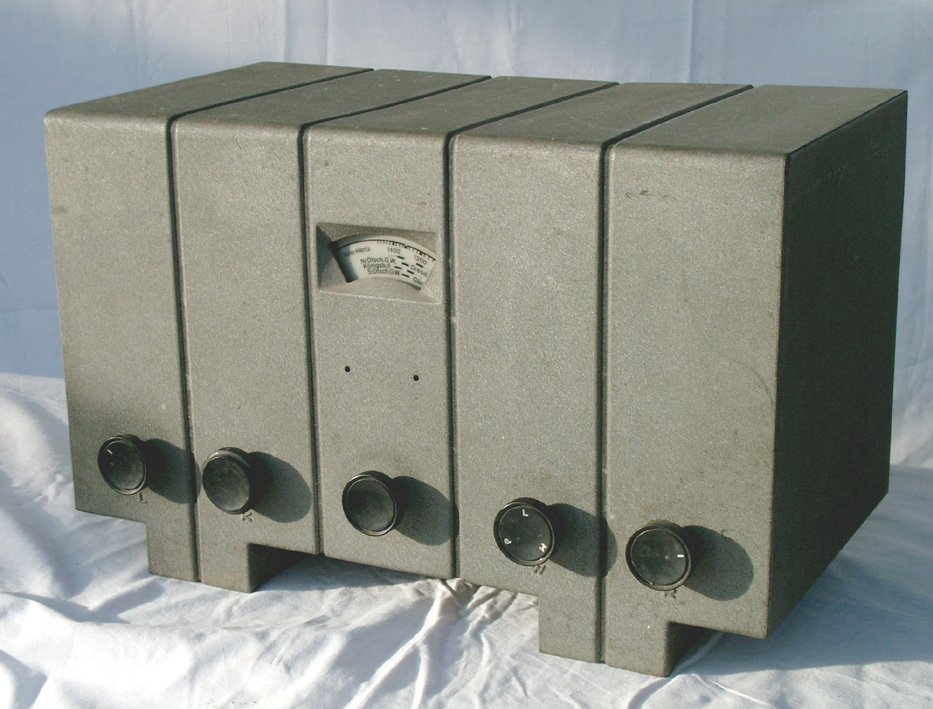
Arbeitsfrontempfänger DAF1011

Gewöhnlich werden auch Geräte als Volksempfänger bezeichnet, bei denen das Kürzel VE 301 als Typenbezeichnung nicht vorkommt, so etwa der Deutsche Kleinempfänger (DKE 38). Ob diese Geräte allerdings zu Recht die Bezeichnung Volksempfänger tragen, ist umstritten; Gemeinschaftsempfänger dürfte der korrekte Name sein. Einige Geräte der DKE-Serien enthielten als Einweggleichrichter die Röhre VY2 und als Verstärkerröhre die VCL11.
Der Arbeitsfrontempfänger DAF1011 und die zwei Olympiakoffer (DOK36 und DOK37) sind ebenfalls Volksempfänger. Diese Geräte sind auch als Geradeausempfänger, jedoch technisch aufwendiger als Mehrkreisempfänger ausgeführt worden.
Für die Volksempfänger gab es als Zubehör verschiedene Sperrkreise und weitere Antennenanpasseinrichtungen und -umschalter. In der Regel wurde einfach nur ein langer Draht als Langdrahtantenne oder T-Antennen für die Volksempfänger verwendet.
Mit einem Splitter, wie dem DWt 52 und dem Umschalter DDa 38, war es auch mit den Volksempfängern wie dem VE 301 G möglich, den Drahtfunk zu empfangen.
Nach dem Anschluss Österreichs wurden dort bei Eumig, Hornyphon, Ingelen, Kapsch, Minerva, Radione und Zerdik Volksempfänger gebaut, die auch im Rest des Reichs vertrieben wurden.
Im Generalgouvernement wurde der Deutsche Kleinempfänger DKE von Derufa in Warschau gebaut.

## Kunst
In den 1970er Jahren wurde der Volksempfänger in Pop-Art-Werken verwendet. Ein DKE 38 war auf der Plattenhülle des Albums „Radio-Aktivität“ der Band Kraftwerk abgebildet. Der amerikanische Neodadaist Edward Kienholz verarbeitete auf Berliner Flohmärkten gefundene, teilweise mit Harz übergossene Geräte in seiner Werkreihe Volksempfängers, die auch mehrfach in Deutschland zu sehen war.